# 皮纳卡多管火箭炮

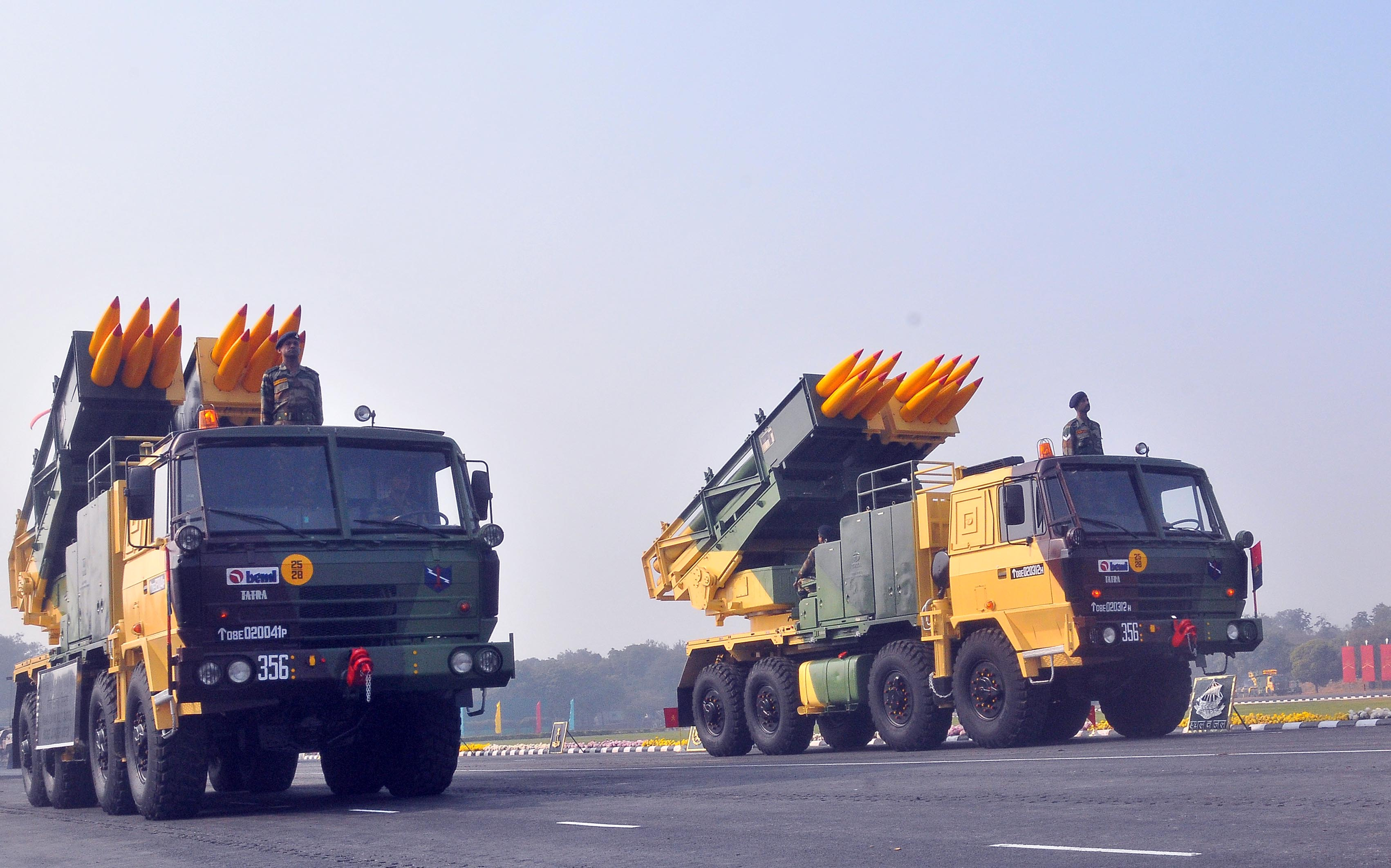
皮纳卡多管火箭炮

皮纳卡多管火箭炮（Pinaka）是由印度國防研究及發展組織（DRDO）研发的轮式多管火箭炮，用以汰换苏制BM-21火箭炮，发射车一次齐射12枚214毫米火箭弹，首型皮纳卡Mk-I射程37.5公里，于2006年批量生产。其名字“皮纳卡”来源于湿婆之弓。

## 发展
1980年代初，印度开始实施国产多管火箭炮项目，原计划于1994年完成，但项目一直延期。1995年，皮纳卡火箭炮进行首次试射。1998年，印度國防研究及發展組織（DRDO）声称火箭炮系统已进入测试的最后阶段，将在年内投入军队使用。1999年印巴爆发卡吉尔战争，火箭炮系统仍未能量产，仅在战争中部署了两台用于验证测试。印度主计审计长对此批评DRDO，指责其花费了4.245亿卢比后，火箭炮系统的各关键组件仍在开发阶段。2003年，印度国防部年报显示，该火箭炮系统已经完成测试，并满足各类设计要求，将被考虑引进陆军。
2006年，印度国防部向两家私营企业——拉森图博和塔塔电力签下首批次订单，两家公司各生产1个团的装备。至2010年，完成列装印度陆军，共计2个皮纳卡火箭炮团。2016年，印度签下订单新建2个皮纳卡火箭炮团，将总规模扩编至4个团。
2020年，印度再次签订新合同，扩编6个皮纳卡火箭炮团，其中拉森图博生产4个团的装备，塔塔电力生产2个团的装备。

## 配置
皮纳卡火箭炮使用太脱拉卡车底盘，车载一左一右两个发射吊箱，每个发射吊箱装载6发火箭弹，可在44秒内齐射完全部火箭弹。根据DRDO项目总监的介绍，印度陆军每个火箭炮团由3套发射系统（battery）组成，每个发射系统包括6辆发射车、6辆装载车、6辆补给车、2辆指挥车和1辆气象雷达车。
皮纳卡火箭炮系统的型号包括：
- 皮纳卡Mk-I型：首型，射程37.5公里，为目前印度陆军列装版本。
- 皮纳卡Mk-I区域拒止（英语：Area denial weapon）弹药型（ADM）：改用弹头，射程仍为37.5公里，截至2022年，印度陆军已采购。[15]
- 皮纳卡Mk-I增程型（Pinaka-ER）：射程增至45公里，截至2022年仍在测试中。[16][17]
- 皮纳卡Mk-II型：改进型射程增加至60-90公里，正在测试阶段。[3]
- 皮纳卡制导型：GPS+INS制导，发射车火箭弹数量从12枚减少至8枚，射程75公里，圆概率误差40米。截至2022年，印度陆军已采购。[15]

## 使用国
- 印度：现有4个皮纳卡火箭炮团，计划2024年扩编至10个团[12]
- 亞美尼亞：2022年与印度签署进口合同[18]